# Kouba
Kouba è un comune dell'Algeria di 116 021 abitanti, situato nella provincia di Algeri. È sede del consiglio comunale di Kouba, costruito durante il periodo coloniale francese.

## Geografia fisica
Il comune di Kouba si trova su uno degli ultimi mamelucchi del sahel algerino, a un'altitudine compresa tra i 120 e i 130 metri. Il suo territorio, a 6 km a sud-est della capitale Algeri, si estende a nord attraverso dolci pendii per raggiungere la piccola pianura costiera e a sud verso la Mitidja, poco più avanti.

### Idrografia
Il comune confina a est con l'oued Ouchayah, un piccolo torrente, e a sud con l'oued El Abki, un altro piccolo torrente. Alcuni antichi corsi d'acqua sono scomparsi, come il Wadi El Garidi, dove passa l'attuale tangenziale sud, e il Wadi Kniss a nord.

## Origini del nome
Il nome si riferisce a "Qubba", che significa "cupola".

## Storia
La città di Kouba deve il suo nome alla moschea costruita nel 1543 da Brahim Pacha, un alto funzionario della reggenza ottomana di Algeri agli ordini di Khirredine Barberousse, che si ritirò e si stabilì su questa collina, dove costruì il suo palazzo e la sua moschea, la cui cupola (Kobba) era visibile a grande distanza. Tutto ciò che rimane oggi è l'antico edificio, ristrutturato e trasformato in un convento, dove vivevano le suore, durante la colonizzazione. Questa cupola verde è ancora oggi visibile e non può essere confusa con quella della vecchia chiesa, la cui cupola è nera.

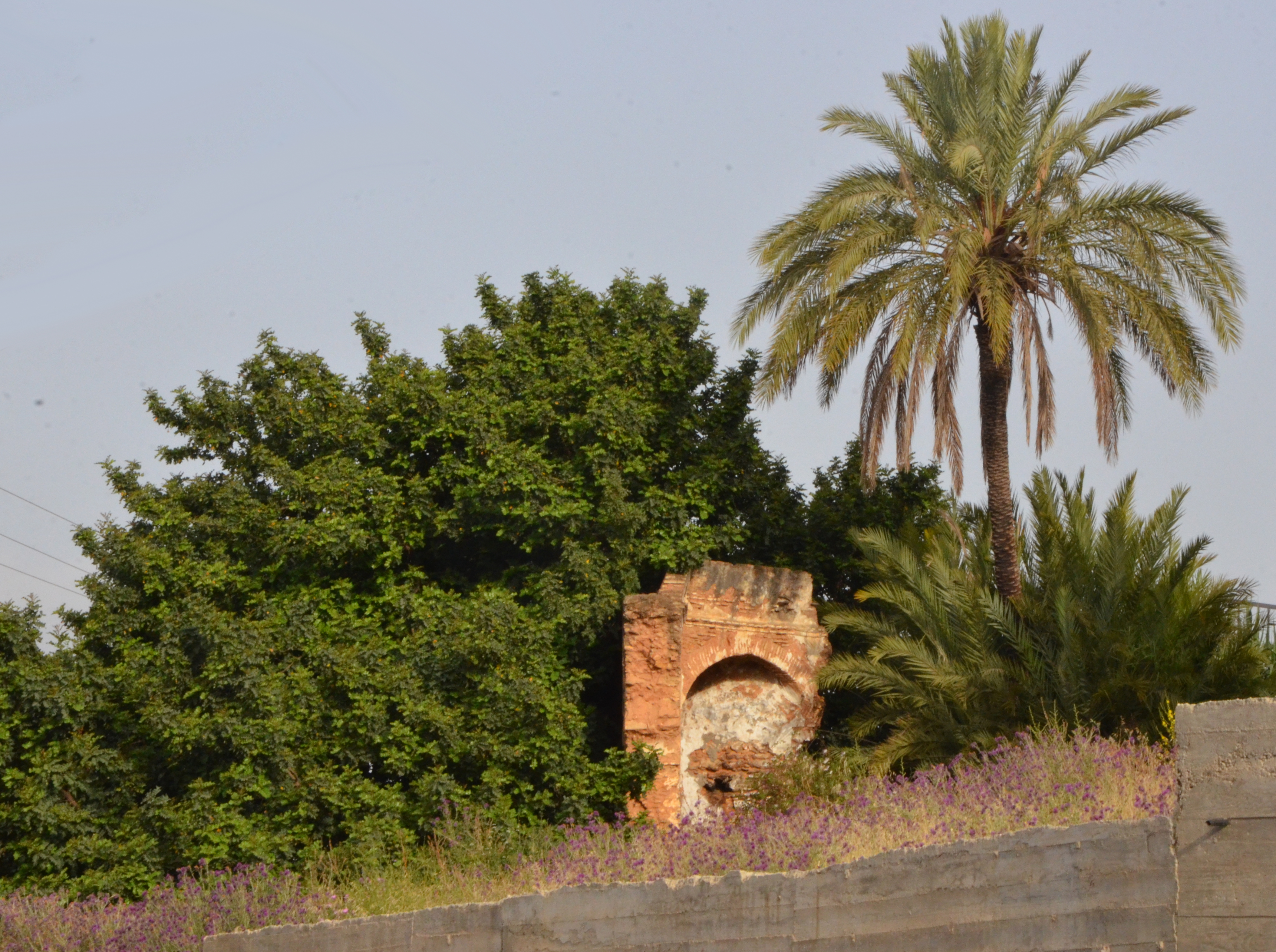
Mausoleo di Sidi El Garidi.

Nel XVIII secolo venne costruito un mausoleo in onore del marabutto Sidi El Garidi, il quale aveva lasciato in eredità un terreno che oggi è il cimitero di Garidi. Il mausoleo e il cimitero si trovano ai margini del villaggio chiamato Vieux-Kouba.
Il villaggio coloniale fu costruito a partire dal 1832. Inizialmente furono date concessioni a 23 famiglie tedesche, prima che venissero sostituite da famiglie francesi nel 1835. Kouba divenne un comune a tutti gli effetti il 31 dicembre 1856.
Il villaggio comprendeva un'area che includeva la zona costiera a nord-est, Hussein Dey fino alla foce dell'Oued El Harrach, e a sud-ovest Djasr Kasentina (Gué de Constantine).
Nel 1870, il territorio comunale fu ridotto, per far posto a un nuovo distretto.

## Monumenti e luoghi d'interesse

### Architetture religiose
- Ex chiesa di Saint-Vincent-de-Paul.

### Architetture militari
- Forte, fortificazione ottomana che domina una scogliera sulla baia di Algeri.

### Architetture civili
- Il seminario maggiore, ex seminario della diocesi di Algeri, ospita una parte del Ministero delle risorse idriche. È stato inserito nella lista del Ministero della Cultura nel 2012.[5]
- Ex Centro degli invalidi di guerra, oggi sede dell'École Nationale Supérieure de Kouba.
- Orfanotrofio de la Sainte Enfance.
- Mausoleo di Sidi El Garidi.

## Infrastrutture e trasporti

### Strade
- Tangenziale Sud di Algeri (a sud)
- Pénétrante des Annassers (a ovest)

### Metropolitana
- Fermata di Les Fusillés, metropolitana di Algeri (con interconnessione con la fermata Ruisseau della tranvia di Algeri e con la funivia del Palazzo della Cultura)

### Trasporto pubblico
- Linee di bus ETUSA 4, 89, 79, 96 e 101

## Sport

### Calcio
La squadra di calcio più nota di Kouba è il Raed Chabab Kouba (RCK), militante in Ligue 2 algerina, che gioca allo stadio Mohamed Benhaddad (10 000 spettatori). Sono presenti anche altri club di minore importanza: CAK (Chabab Amel Kouba), ESK (Espérance Sportive de Kouba), WRK (Wifak Riadhi Kouba), ASBK (Association Sportive Baladiat Kouba), IRGK (Ittihad Riadhi Garidi Kouba).

### Atletica
La squadra di atletica del RCK è una delle migliori in Algeria e detiene diversi record algerini.